# أورتشها
أورتشها هي بلدة تقع في ولاية مدهيا برديش، الهند.